# Pieve di San Nicomede
La pieve di San Nicomede è un luogo di culto cattolico dalle forme romaniche situato nella piccola frazione di San Nicomede, all'interno del comune di Salsomaggiore Terme, in provincia di Parma e diocesi di Fidenza; appartiene al gruppo delle pievi parmensi ed è sede di una parrocchia compresa nel vicariato di Fidenza.
Rappresenta la chiesa più antica associata al culto del martire san Nicomede nell'Italia settentrionale.

## Storia
Il luogo in cui fu innalzata la pieve era originariamente occupato da un'antichissima fonte, le cui acque erano considerate taumaturgiche già in epoca remota; la sua importanza crebbe nei secoli tanto che intorno all'800 fu innalzata la struttura marmorea del pozzo, all'epoca visitato da molti dei pellegrini che percorrevano la vicina via Francigena; chi in particolare soffriva di dolori alla testa vi si recava portando sul capo un mattone o una pietra, che collocava nelle vicinanze poco prima di attingere all'acqua miracolosa.
La sacralità della fonte fu rimarcata quando nell'876 il vescovo Guibodo vi trasportò da Roma le reliquie di san Nicomede (oggi nel Duomo di Parma); per conservarle nell'880 fu innalzata l'originario luogo di culto dedicato al martire, utilizzando le pietre ed i mattoni accumulatisi nei secoli; il pozzo continuò per secoli ad attirare numerosi pellegrini, tanto che la pieve in epoca medievale era conosciuta con il nome di "chiesa di Fontana Broccola". Nella struttura si ritirò l'imperatrice Ageltrude, vedova di Guido II di Spoleto, dopo essere stata deposta; l'ultimo suo atto noto è il suo testamento redatto nel 923 "[...] Actum in Fontanabroccoli Signum manus Ageltrudi imperatris [...]".
La chiesa, sussidiaria dell'antichissima chiesa parrocchiale di Salsominore e inserita da Guibodo nei beni del Capitolo della Cattedrale di Parma, fu in seguito ampliata e modificata in stile romanico, con la costruzione della zona absidale nel XIII secolo e della navata nel XIV.
Nel 1909 furono intrapresi altri importanti lavori, con la decorazione a strisce degli interni e la costruzione in stile gotico lombardo del sottile campanile e della facciata, cui fu aggiunto il piccolo protiro in aggetto.

## Descrizione

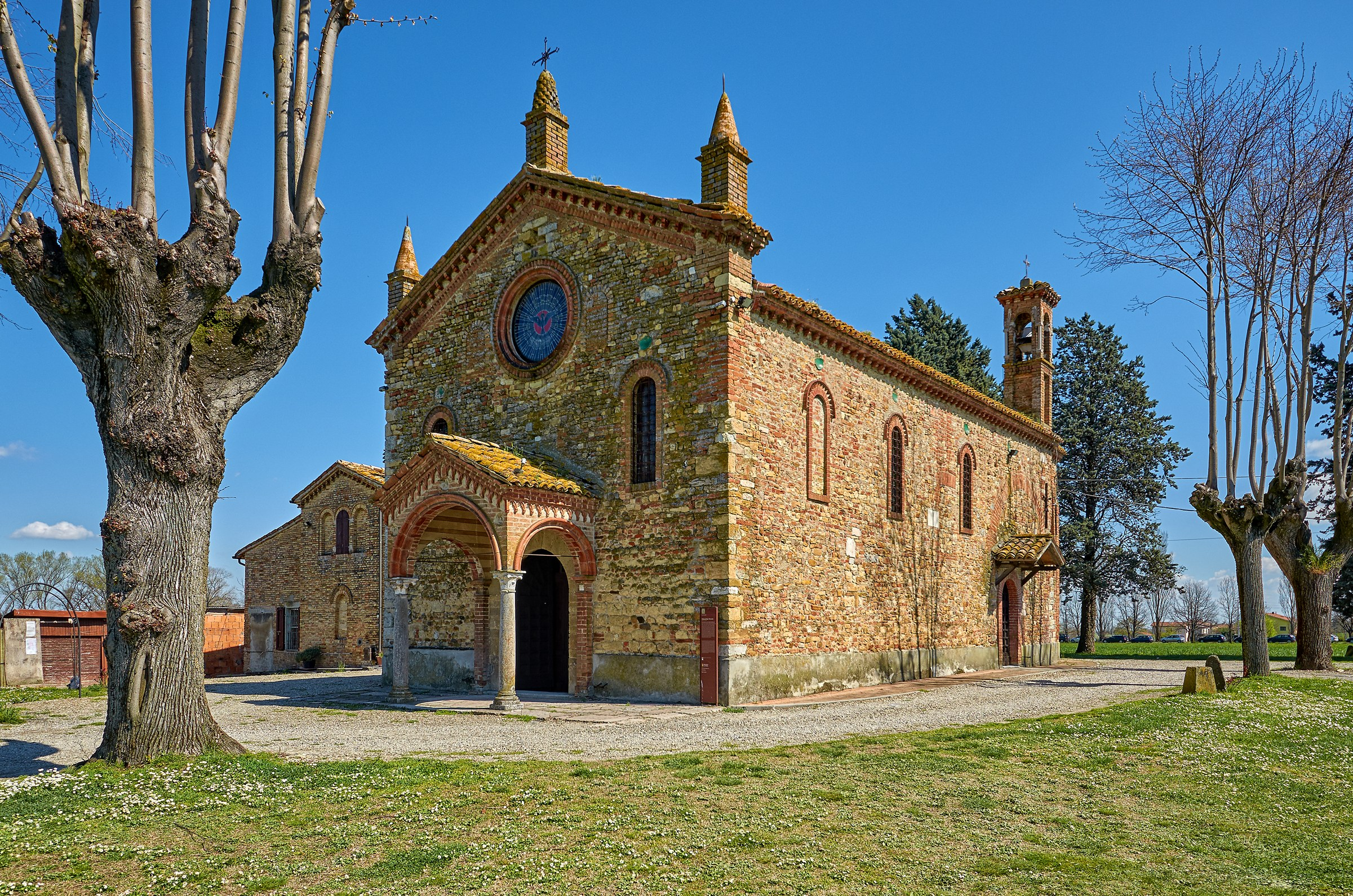
Facciata e lato sud

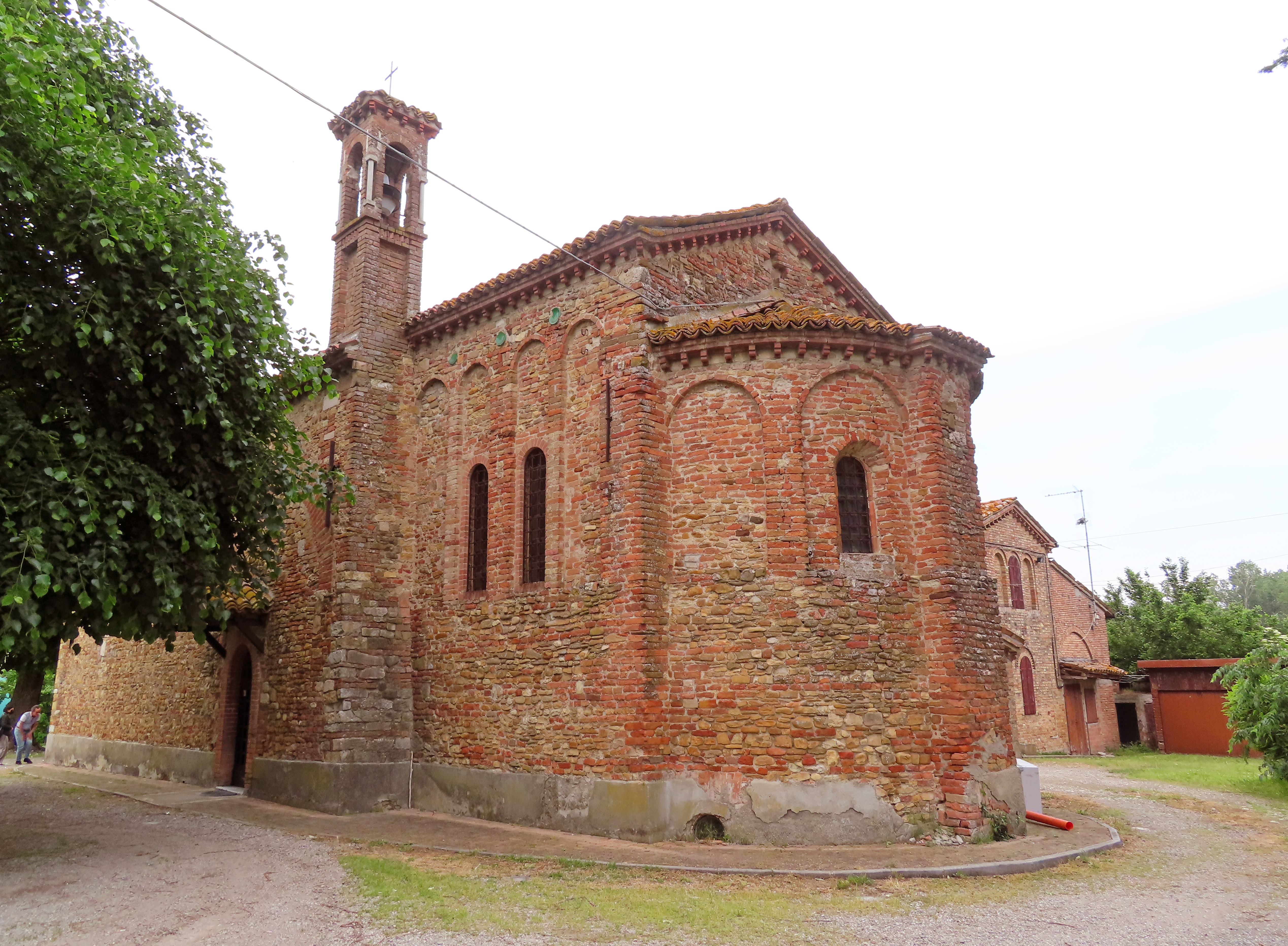
Abside e lato sud

La pieve si sviluppa su un impianto a navata unica, con l'ingresso principale rivolto a ovest e il presbiterio a est.
La neoromanica facciata a capanna in pietra è caratterizzata dal protiro, ai cui lati si aprono due monofore con elaborate cornici in mattoni, riprese anche nel rosone centrale in alto; a coronamento corre una cornice dentellata in laterizio, su cui poggiano tre alti pinnacoli. L'abside e i fianchi, risalenti rispettivamente al XIII e al XIV secolo, nonostante alcuni lievi rimaneggiamenti realizzati nei primi anni del XX secolo, conservano maggiormente intatti i tratti romanici originari.
All'interno la navata, con copertura a capriate lignee, è decorata a strisce orizzontali bianche e grigie, che proseguono anche nel presbiterio absidato, in posizione sopraelevata; al di sotto è presente l'antichissima cripta preromanica.

### Cripta
La cripta costituisce la parte più antica della pieve, in quanto originaria del IX secolo; come consuetudine dell'epoca, per la sua edificazione furono riutilizzati elementi recuperati da edifici preesistenti.
Il piccolo ambiente si sviluppa su tre navate, intervallate da piccoli archi in mattoni sostenuti da quattro colonne marmoree, di cui le prime due, scanalate, risalenti all'età romana, e le altre, lisce e con pulvino, di epoca longobarda.
Nella minuscola zona absidale è collocato l'antichissimo pozzo considerato miracoloso, attorno a cui fu costruita la chiesa; la sua vera in marmo fu anch'essa reimpiegata intorno all'800 recuperandola da una struttura romana.
La stessa origine hanno infine anche le lastre marmoree del pavimento, di forma e dimensione irregolare.